# Harry Fritz (Palaos)
Pour l’article homonyme, voir Harry Fritz.
Harry Fritz est le ministre de l'environnement de la république des Palaos.
Il a évoqué en 2010 l'établissement d'une réserve marine pour protéger les baleines, les dauphins et les dugongs.